# Kenéz
Kenéz là một thị trấn thuộc hạt Vas, Hungary. Thị trấn này có diện tích 7,17 km², dân số năm 2010 là 282 người, mật độ 39 người/km².